# تریومف تی‌آر۳
تریومف تی‌آر۳ (Triumph TR۳) خودرویی است که در سال‌های ۱۹۵۵–۱۹۵۷ توسط شرکت انگلیسی تریومف موتور در کاونتری انگلستان تولید شده‌است.
این خودرو در کلاس خودرو اسپورت قرار گرفته، طراحی آن خودروهای موتور جلو-محور عقب بوده طول آن در حالت طبیعی ۱۵۱ اینچ (۳٬۸۳۵ میلیمتر)، عرض آن در حالت طبیعی ۵۶ اینچ (۱٬۴۲۲ میلیمتر) و ارتفاع آن در حالت طبیعی ۵۰ اینچ (۱٬۲۷۰ میلیمتر) و وزن آن در حالت طبیعی ۹۰۴ کیلوگرم (۱٬۹۹۳ پوند) است.
موتور آن ۱۹۹۱ سی‌سی سیستم جعبه‌دندهٔ آن ۴ دنده به صورت دستی است.